# Parafia św. Wojciecha w Kołaczkowie
Parafia św. Wojciecha w Kołaczkowie – parafia rzymskokatolicka w dekanacie Szubin w diecezji bydgoskiej.
Erygowana 1 lipca 1995.
Miejscowości należące do parafii: Kołaczkowo, Łachowo, Skórzewo, Stanisławka i Zazdrość.